# ویل پکوود
ویل پکوود (انگلیسی: Will Packwood؛ زاده ۲۱ مهٔ ۱۹۹۳) یک بازیکن فوتبال است.